# Запис липа код школе (Поповњак)
Запис липа код школе (Поповњак) се налази на парцели чији је власник Основна школа "Стеван Немања"-Подручно Одељење Поповњак.

## Локација
| Општина             | Деспотовац                                                                  |
| Катастарска општина | Поповњак                                                                    |
| Потес               | Ћулумара                                                                    |
| Координате          | 44° 03′ 55″ С; 21° 30′ 19″ И / 44.065300000000001° С; 21.505199999999999° И |
| Надморска висина    | 382m                                                                        |

## Карактеристике
Дендрометријске вредности утврђене на терену и сателитским снимцима:
| Стабло                     | Липа |
| Висина стабла              | m    |
| Обим дебла                 | m    |
| Пречник крошње             | 8m   |
| Пречник дебла              | m    |
| Висина дебла до прве гране | m    |

## База записа
Запис је у оквиру Викимедија пројекта "Запис - Свето дрво" заведен под редним бројем 0434.